# Quaderni giapponesi
I Quaderni giapponesi sono una serie di romanzi grafici dell'autore italiano Igort, che ne ha curato testi e disegni.
La serie si compone ad oggi dei seguenti volumi:
- Un viaggio nell'impero dei segni (2015)
- Il vagabondo del manga (2017)
- Moga, mobo, mostri (2020)

## Storia editoriale
Il primo volume, Un viaggio nell'impero dei segni, apparve nel 2011 nella collana Dokumenta della Coconino Press. Dopo l'allontanamento dell'autore da questa casa editrice, che pure aveva contribuito a fondare, i volumi successivi sono stati pubblicati dalla casa editrice Oblomov, anch'essa creazione di Igort, che nel  2020 ha ristampato anche il primo della serie.

## Contenuto

### Un viaggio nell'impero dei segni
L'autore racconta del suo rapporto col Giappone, di come il paese asiatico sia stato importante nella formazione del suo immaginario e di come vi andò a vivere per un certo periodo negli anni Novanta.
A Tokyo, alloggiato in un piccolissimo monolocale, si creò una sua routine fatta di gesti ripetuti quotidianamente, meditazione e intenso lavoro per rispettare i tempi della casa editrice Kodansha con la quale collaborava, spronato dall'editor Tsutsumi Yasumitsu. Instaurò un rapporto umano molto forte col mangaka Jirō Taniguchi, grazie al quale conobbe anche il suo collega Tanaka, autore di Gon il dinosauro.
Durante la sua permanenza s'interessò anche ad aspetti "minori" della cultura nipponica, come film di genere talvolta snobbati dagli stessi giapponesi, e comprese meglio gli orizzonti culturali di autori noti anche in occidente come Yasunari Kawabata e Matsuo Basho, senza trascurare argomenti scabrosi come la condizione di burakumin o la storia di Abe Sada. Per giustificare questi suoi interessi ai suoi conoscenti giapponesi, racconta tra il serio e il faceto di essere stato giapponese nella sua vita precedente.
Dopo aver visto il film d'animazione Una tomba per le lucciole, andò in visita allo Studio Ghibli e incontrò Hayao Miyazaki, che gli fece un'ottima impressione. Considerò inoltre la differenza tra manga e gekiga, a partire da opere come Kitaro dei cimiteri.
Prima di dare il libro alle stampe, l'autore riceve una lettera dalla sua traduttrice Midori, che dice di aver sognato la sua precedente incarnazione: un'anziana signora nella Kyoto d'inizio Novecento.

### Il vagabondo del manga
Nel 2015, in occasione di un viaggio in Giappone, l'autore si accorge che i luoghi di Tokyo dov'era stato oltre vent'anni prima stanno scomparendo, a causa dei frenetici ritmi di demolizione e ricostruzione di quella metropoli. Un fotografo italiano col quale si è confidato gli fa visitare allora Toyama e Kanazawa, località nelle quali sembra che il tempo si sia fermato.
Partendo dai vagabondaggi del poeta Basho, da lui prediletto, l'autore riflette sulle tradizioni dell'antico Giappone e sulle commistioni con la modernità avvenute a partire dall'era Meiji: una traccia di ciò si può trovare nelle opere di Yasunari Kawabata, che inn Occidente è visto come un cantore del Giappone tradizionale benché avesse in sé anche una forte vena modernista. Incontra anche diversi personaggi che gli sembrano sospesi tra passato e presente: una donna ainu che accetta pensionanti in casa, Madame Naitoo che gestisce un lussuoso bagno termale, e un artigiano che produce carta di altissima qualità secondo un metodo tradizionale. Aspetti del Giappone contemporaneo che non gli piacciono sono i fenomeni degli hikikomori e degli "uomini erbivori", prodotti secondo lui dalla competizione eccessiva di cui è permeata la società, a partire dalla scuola. Rievoca infine l'ultimo incontro con l'amico Jirō Taniguchi, già malato e che sarebbe scomparso da lì a poco.

### Moga, mobo, mostri
La visione del film animato Una lettera per Momo spinge l'autore ad approfondire la conoscenza degli spiriti e dei mostri del folclore giapponese, che spesso comparivano nei kibyoshi, libriccini illustrati molto popolari tra Settecento e Ottocento, dai quali uno degli autori principali era Santo Kyoden.
Affronta poi il tema del modernismo, in seguito all'apertura del Giappone all'Occidente e alla modernità, e del nuovo modello di donna chiamato moga (da modan garu, ossia modern girl), forte, indipendente e disinibita.
Il terremoto del Kanto del 1923 prima e la Grande depressione poi misero però in crisi quel modello di sviluppo e diede nuovo impulso alla letteratura ero guro, in cui la donna è sovente causa di perdizione per gli uomini. Ciò è lo spunto per trattare di illustratori e disegnatori che pescano nel torbido, come Yoshitoshi (1839-1892), Seiu Ito (1882-1961) e, in epoca contemporanea, Suehiro Maruo, Toshio Saeki e Tadanori Yokoo. Digressioni riguardano il sistema di bondage chiamato shibari o kinbaku, il genere cinematografico pinku eiga (che dietro un aspetto voyeuristico presenta acute analisi sociologiche) e uno spettacolo a luci rosse a cui ha assistito a Kabukichō.

## Edizioni
- Igort, Quaderni giapponesi: Un viaggio nell'impero dei segni, collana Dokumenta, Roma, Coconino Press, 2015, ISBN 978-88-7618-269-3.
  -  Igort, Quaderni giapponesi: Un viaggio nell'impero dei segni, collana Herriman, Quartu Sant'Elena, Oblomov, 2020, ISBN 978-88-3145-911-2.
- Igort, Quaderni giapponesi: Il vagabondo del manga, collana Herriman, Quartu Sant'Elena, Oblomov, 2017, ISBN 978-88-94242-77-5.
- Igort, Quaderni giapponesi: Mogi, moba, mostri, collana Herriman, Quartu Sant'Elena, Oblomov, 2020, ISBN 978-88-314-5902-0.